# 麴子堅
麴子堅，一说名“麴坚”，麴嘉子、麴光弟，為古高昌國的君主，屬麴氏高昌之列，他於531年至548年在位，年号有章和。北魏在普泰初年封他為平西將軍、瓜州刺史、泰臨縣伯、高昌王，加衞將軍。南朝梁則封他為使持節、驃騎大將軍、散騎常侍、都督瓜州諸軍事、瓜州刺史、河西郡開國公、儀同三司、高昌王。

## 姓名争议
传世文献有“麴坚”和“麴子坚”两种说法，王素根据《魏书·高昌传》和《梁书·高昌传》的记载，认为“子坚”的“子”字是衍字，名字应该是“麴坚”。陈晓伟根据明朝胡广《记高昌碑》记载，推断“子”字是麴嘉儿子的行辈用字，再结合《魏书·出帝纪》，认为名字应该是“麴子坚”。